# Gastón Montero
Gastón Eduardo Montero (23 de marzo de 1986, Buenos Aires, Argentina) es un futbolista argentino. Surgido de las inferiores de Club Atlético Vélez Sarsfield, juega como lateral izquierdo. Actualmente se encuentra como agente libre.

## Trayectoria
Se inició en las divisiones inferiores del Club Atlético Vélez Sarsfield, en 2006 logró debutar y también disputó un partido por la Copa Libertadores en esa misma institución. Posteriormente, en 2008, hizo lo propio en Gimnasia de Jujuy, en Primera División. En 2009 jugó en San Martín de San Juan, al no tener mucha continuidad, pasó a jugar en Los Andes. Tras un buen desempeño en el club de Lomas de Zamora, pasó a San Martín de Tucumán. A mitad del año 2010 jugó en Platense, siendo muy criticado por los hinchas por sus malas actuaciones. A mediados de 2011 fue transferido a Estudiantes de Caseros. En 2014 arribó a Deportivo Morón. Por su parte, en un partido correspondiente a la fecha 17 del Campeonato de Primera B 2014 entre Morón y Barracas Central, Montero se agarró a las trompadas con Jonathan Páez, integrante de su mismo equipo. Ambos futbolistas fueron expulsados del partido y finalmente Deportivo Morón terminó derrotado por 2 a 0. En 2015 pasó a Deportivo Riestra.

## Clubes
| Club                   | País      | Año         |
| ---------------------- | --------- | ----------- |
| Vélez Sarsfield        | Argentina | 2007        |
| Gimnasia (J)           | Argentina | 2008        |
| San Martín (SJ)        | Argentina | 2009        |
| Los Andes              | Argentina | 2009 - 2010 |
| San Martín (T)         | Argentina | 2010        |
| Platense               | Argentina | 2010 - 2011 |
| Estudiantes (BA)       | Argentina | 2011-2014   |
| Deportivo Morón        | Argentina | 2014        |
| Deportivo Riestra      | Argentina | 2015-2020   |
| Club Almirante Brown   |           | 2020        |
| Club Deportivo Riestra |           | 2021        |
| Club Almirante Brown   | Argentina | 2022        |